# Gryllopsis tripartita
Gryllopsis tripartita är en insektsart som beskrevs av Lucien Chopard 1954. Gryllopsis tripartita ingår i släktet Gryllopsis och familjen syrsor. Inga underarter finns listade i Catalogue of Life.